# 15e étape du Tour de France 2012
Pour un article plus général, voir Tour de France 2012.
La 15e étape du Tour de France 2012 se déroule le lundi 16 juillet 2012. Elle part de Samatan et arrive à Pau.

## Parcours
Cette 15e étape part de Samatan puis traverse le département du Gers d'est en ouest, en passant par Auch, Montesquiou et Marciac avant de gagner les Hautes-Pyrénées. Vient alors le sprint intermédiaire de Maubourguet (km 101,5), puis la côte de Lahitte-Toupière (km 107) de 4e catégorie. Le parcours gagne alors les Pyrénées-Atlantiques et emprunte la seule côte de 3e catégorie de l'étape, la côte de Simacourbe (km 123,5), et poursuit avec la côte de Monassut-Audiracq (km 129) de 4e catégorie. La course descend alors vers Pau, ville-arrivée de l'étape au bout de 158,5 km.

## Déroulement de la course

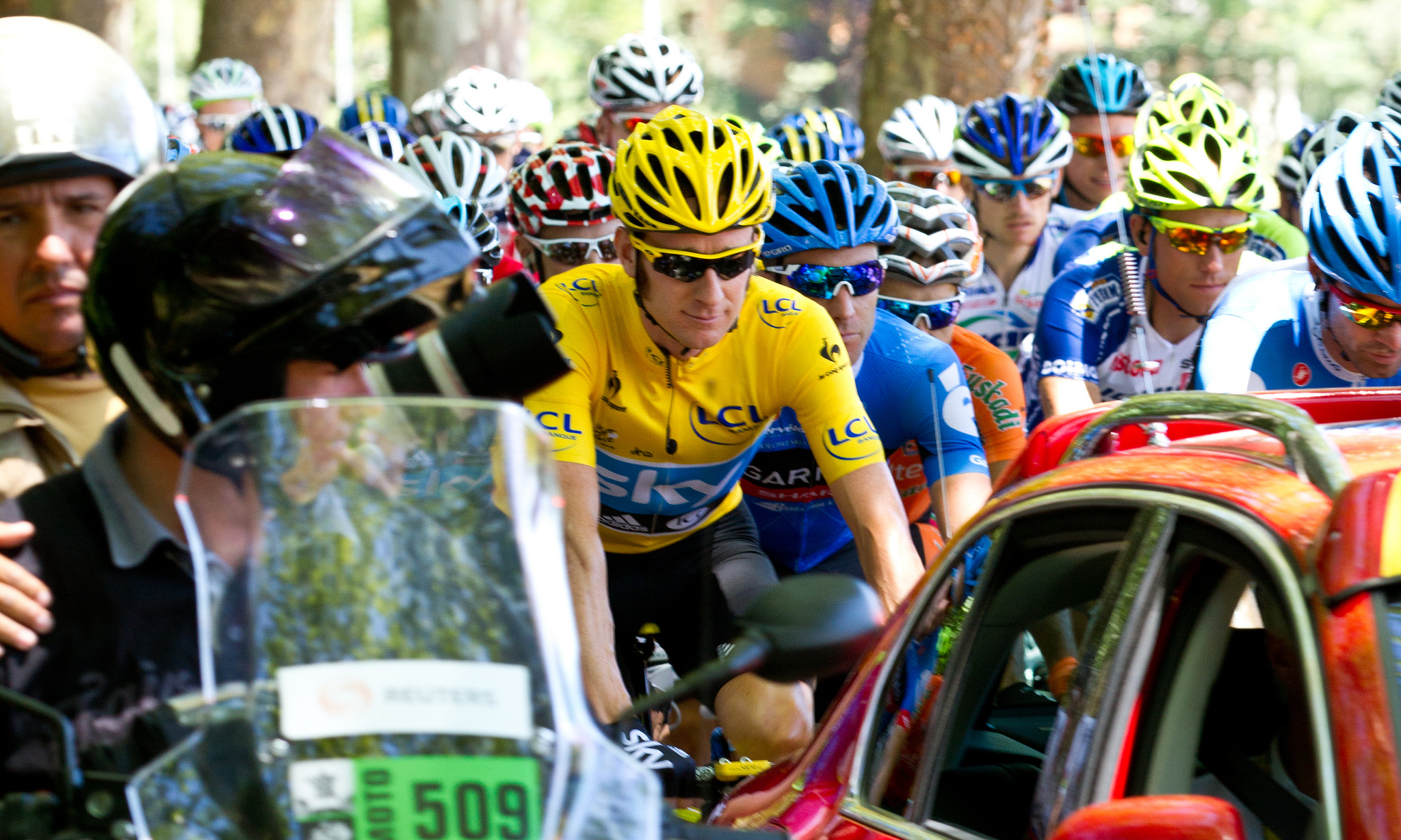
Départ de l'étape.

Durant cette course, l'échappée ne s'est formée qu'au bout de 65 km, à la suite de nombreuses tentatives infructueuses. Finalement, un groupe de cinq coureurs se forme à l'avant, composé de Thomas Voeckler, Dries Devenyns, Samuel Dumoulin, Pierrick Fédrigo et Christian Vande Velde. Ils sont rejoints 20 km  plus tard par Nicki Sørensen, qui remportera le sprint intermédiaire de Maubourguet, avec 5 min 20 s d'avance sur le peloton. Les trois côtes du parcours sont franchies avec Thomas Voeckler en tête. Derrière, le peloton n'essaye pas de rejoindre l'échappée; seule une brève tentative des coureurs de Lotto-Belisol a eu lieu. Ainsi, l'échappée possède 11 min 15 s d'avance sur le peloton au passage de la dernière difficulté de l'étape. L'arrivée approche et Nicki Sørensen attaque à deux reprises, mais Pierrick Fédrigo s'échappe à 6 km, accompagné par Christian Vande Velde. Ce dernier ne le surprendra pas à l'arrivée et c'est Pierrick Fédrigo qui remporte cette 15e étape.

## Résultats

### Classement de l'étape
| Classement de la 15e étape | Classement de la 15e étape | Classement de la 15e étape | Classement de la 15e étape | Classement de la 15e étape |
|                            | Coureur                    | Pays                       | Équipe                     | Temps                      |
| -------------------------- | -------------------------- | -------------------------- | -------------------------- | -------------------------- |
| 1er                        | Pierrick Fédrigo           | France                     | FDJ-BigMat                 | en 3 h 40 min 15 s         |
| 2e                         | Christian Vande Velde      | États-Unis                 | Garmin-Sharp               | + 0 s                      |
| 3e                         | Thomas Voeckler            | France                     | Europcar                   | + 12 s                     |
| 4e                         | Nicki Sørensen             | Danemark                   | Saxo Bank-Tinkoff Bank     | + 12 s                     |
| 5e                         | Dries Devenyns             | Belgique                   | Omega Pharma-Quick Step    | + 21 s                     |
| 6e                         | Samuel Dumoulin            | France                     | Cofidis                    | + 1 min 8 s                |
| 7e                         | André Greipel              | Allemagne                  | Lotto-Belisol              | + 11 min 50 s              |
| 8e                         | Tyler Farrar               | États-Unis                 | Garmin-Sharp               | + 11 min 50 s              |
| 9e                         | Peter Sagan                | Slovaquie                  | Liquigas-Cannondale        | + 11 min 50 s              |
| 10e                        | Kris Boeckmans             | Belgique                   | Vacansoleil-DCM            | + 11 min 50 s              |
| modifier                   |                            |                            |                            |                            |

### Points attribués
| Sprint intermédiaire de Maubourguet (km 101,5) | Sprint intermédiaire de Maubourguet (km 101,5) | Sprint intermédiaire de Maubourguet (km 101,5) | Sprint intermédiaire de Maubourguet (km 101,5) | Sprint intermédiaire de Maubourguet (km 101,5) |
| ---------------------------------------------- | ---------------------------------------------- | ---------------------------------------------- | ---------------------------------------------- | ---------------------------------------------- |
|                                                | Coureur                                        | Pays                                           | Équipe                                         | Point(s)                                       |
| 1er                                            | Nicki Sørensen                                 | Danemark                                       | Saxo Bank-Tinkoff Bank                         | 20                                             |
| 2e                                             | Thomas Voeckler                                | France                                         | Europcar                                       | 17                                             |
| 3e                                             | Dries Devenyns                                 | Belgique                                       | Omega Pharma-Quick Step                        | 15                                             |
| 4e                                             | Samuel Dumoulin                                | France                                         | Cofidis                                        | 13                                             |
| 5e                                             | Pierrick Fédrigo                               | France                                         | FDJ-BigMat                                     | 11                                             |
| 6e                                             | Christian Vande Velde                          | États-Unis                                     | Garmin-Sharp                                   | 10                                             |
| 7e                                             | Peter Sagan                                    | Slovaquie                                      | Liquigas-Cannondale                            | 9                                              |
| 8e                                             | Kristjan Koren                                 | Slovénie                                       | Liquigas-Cannondale                            | 8                                              |
| 9e                                             | Lars Ytting Bak                                | Danemark                                       | Lotto-Belisol                                  | 7                                              |
| 10e                                            | Francis De Greef                               | Belgique                                       | Lotto-Belisol                                  | 6                                              |
| 11e                                            | Bernhard Eisel                                 | Autriche                                       | Sky                                            | 5                                              |
| 12e                                            | Christopher Froome                             | Royaume-Uni                                    | Sky                                            | 4                                              |
| 13e                                            | Christian Knees                                | Allemagne                                      | Sky                                            | 3                                              |
| 14e                                            | Edvald Boasson Hagen                           | Norvège                                        | Sky                                            | 2                                              |
| 15e                                            | Mark Cavendish                                 | Royaume-Uni                                    | Sky                                            | 1                                              |
| modifier                                       |                                                |                                                |                                                |                                                |

| Classement de l'étape | Classement de l'étape | Classement de l'étape | Classement de l'étape   | Classement de l'étape |
| --------------------- | --------------------- | --------------------- | ----------------------- | --------------------- |
|                       | Coureur               | Pays                  | Équipe                  | Point(s)              |
| 1er                   | Pierrick Fédrigo      | France                | FDJ-BigMat              | 45                    |
| 2e                    | Christian Vande Velde | États-Unis            | Garmin-Sharp            | 35                    |
| 3e                    | Thomas Voeckler       | France                | Europcar                | 30                    |
| 4e                    | Nicki Sørensen        | Danemark              | Saxo Bank-Tinkoff Bank  | 26                    |
| 5e                    | Dries Devenyns        | Belgique              | Omega Pharma-Quick Step | 22                    |
| 6e                    | Samuel Dumoulin       | France                | Cofidis                 | 20                    |
| 7e                    | André Greipel         | Allemagne             | Lotto-Belisol           | 18                    |
| 8e                    | Tyler Farrar          | États-Unis            | Garmin-Sharp            | 16                    |
| 9e                    | Peter Sagan           | Slovaquie             | Liquigas-Cannondale     | 14                    |
| 10e                   | Kris Boeckmans        | Belgique              | Vacansoleil-DCM         | 12                    |
| 11e                   | Borut Božič           | Slovaquie             | Astana                  | 10                    |
| 12e                   | Sébastien Hinault     | France                | AG2R La Mondiale        | 8                     |
| 13e                   | Koen de Kort          | Pays-Bas              | Argos-Shimano           | 6                     |
| 14e                   | Jonathan Cantwell     | Australie             | Saxo Bank-Tinkoff Bank  | 4                     |
| 15e                   | Jimmy Engoulvent      | France                | Saur-Sojasun            | 2                     |
| modifier              |                       |                       |                         |                       |

### Cols et côtes
| Côte de Lahitte-Toupière (km 107) 4e catégorie | Côte de Lahitte-Toupière (km 107) 4e catégorie | Côte de Lahitte-Toupière (km 107) 4e catégorie | Côte de Lahitte-Toupière (km 107) 4e catégorie | Côte de Lahitte-Toupière (km 107) 4e catégorie |
| ---------------------------------------------- | ---------------------------------------------- | ---------------------------------------------- | ---------------------------------------------- | ---------------------------------------------- |
|                                                | Coureur                                        | Pays                                           | Équipe                                         | Point(s)                                       |
| 1er                                            | Thomas Voeckler                                | France                                         | Europcar                                       | 1                                              |
| modifier                                       |                                                |                                                |                                                |                                                |

| Côte de Simacourbe (km 123,5) 3e catégorie | Côte de Simacourbe (km 123,5) 3e catégorie | Côte de Simacourbe (km 123,5) 3e catégorie | Côte de Simacourbe (km 123,5) 3e catégorie | Côte de Simacourbe (km 123,5) 3e catégorie |
| ------------------------------------------ | ------------------------------------------ | ------------------------------------------ | ------------------------------------------ | ------------------------------------------ |
|                                            | Coureur                                    | Pays                                       | Équipe                                     | Point(s)                                   |
| 1er                                        | Thomas Voeckler                            | France                                     | Europcar                                   | 2                                          |
| 2e                                         | Samuel Dumoulin                            | France                                     | Cofidis                                    | 1                                          |
| modifier                                   |                                            |                                            |                                            |                                            |

| \| Côte de Monassut-Audiracq (km 129) 4e catégorie \| Côte de Monassut-Audiracq (km 129) 4e catégorie \| Côte de Monassut-Audiracq (km 129) 4e catégorie \| Côte de Monassut-Audiracq (km 129) 4e catégorie \| Côte de Monassut-Audiracq (km 129) 4e catégorie \| \| ----------------------------------------------- \| ----------------------------------------------- \| ----------------------------------------------- \| ----------------------------------------------- \| ----------------------------------------------- \| \| \| Coureur \| Pays \| Équipe \| Point(s) \| \| 1er \| Thomas Voeckler \| France \| Europcar \| 1 \| \| modifier \| \| \| \| \| |                 |        |          |          |
| Côte de Monassut-Audiracq (km 129) 4e catégorie |                 |        |          |          |
| | Coureur         | Pays   | Équipe   | Point(s) |
| 1er | Thomas Voeckler | France | Europcar | 1        |
| modifier |                 |        |          |          |

## Classements à l'issue de l'étape

### Classement général
| Classement général | Classement général    | Classement général | Classement général  | Classement général  |
|                    | Coureur               | Pays               | Équipe              | Temps               |
| ------------------ | --------------------- | ------------------ | ------------------- | ------------------- |
| 1er                | Bradley Wiggins       | Royaume-Uni        | Sky                 | en 68 h 33 min 21 s |
| 2e                 | Christopher Froome    | Royaume-Uni        | Sky                 | + 2 min             |
| 3e                 | Vincenzo Nibali       | Italie             | Liquigas-Cannondale | + 2 min 23 s        |
| 4e                 | Cadel Evans           | Australie          | BMC Racing          | + 3 min 19 s        |
| 5e                 | Jurgen Van den Broeck | Belgique           | Lotto-Belisol       | + 4 min 48 s        |
| 6e                 | Haimar Zubeldia       | Espagne            | RadioShack-Nissan   | + 6 min 15 s        |
| 7e                 | Tejay van Garderen    | États-Unis         | BMC Racing          | + 6 min 57 s        |
| 8e                 | Janez Brajkovič       | Slovénie           | Astana              | + 7 min 30 s        |
| 9e                 | Pierre Rolland        | France             | Europcar            | + 8 min 31 s        |
| 10e                | Thibaut Pinot         | France             | FDJ-BigMat          | + 8 min 51 s        |
| modifier           |                       |                    |                     |                     |

### Classement par points
| Classement par points | Classement par points | Classement par points | Classement par points | Classement par points |
| --------------------- | --------------------- | --------------------- | --------------------- | --------------------- |
|                       | Coureur               | Pays                  | Équipe                | Point(s)              |
| 1er                   | Peter Sagan           | Slovaquie             | Liquigas-Cannondale   | 356 points            |
| 2e                    | André Greipel         | Allemagne             | Lotto-Belisol         | 254 pts               |
| 3e                    | Matthew Goss          | Australie             | Orica-GreenEDGE       | 203 pts               |
| modifier              |                       |                       |                       |                       |

### Classement du meilleur grimpeur
| Classement du meilleur grimpeur | Classement du meilleur grimpeur | Classement du meilleur grimpeur | Classement du meilleur grimpeur | Classement du meilleur grimpeur |
| ------------------------------- | ------------------------------- | ------------------------------- | ------------------------------- | ------------------------------- |
|                                 | Coureur                         | Pays                            | Équipe                          | Point(s)                        |
| 1er                             | Fredrik Kessiakoff              | Suède                           | Astana                          | 69 points                       |
| 2e                              | Pierre Rolland                  | France                          | Europcar                        | 55 pts                          |
| 3e                              | Chris Anker Sørensen            | Danemark                        | Saxo Bank-Tinkoff Bank          | 39 pts                          |
| modifier                        |                                 |                                 |                                 |                                 |

### Classement du meilleur jeune
| Classement général du meilleur jeune | Classement général du meilleur jeune | Classement général du meilleur jeune | Classement général du meilleur jeune | Classement général du meilleur jeune |
|                                      | Coureur                              | Pays                                 | Équipe                               | Temps                                |
| ------------------------------------ | ------------------------------------ | ------------------------------------ | ------------------------------------ | ------------------------------------ |
| 1er                                  | Tejay van Garderen                   | États-Unis                           | BMC Racing                           | en 68 h 40 min 18 s                  |
| 2e                                   | Thibaut Pinot                        | France                               | FDJ-BigMat                           | + 1 min 54 s                         |
| 3e                                   | Peter Sagan                          | Slovaquie                            | Liquigas-Cannondale                  | + 40 min 35 s                        |
| modifier                             |                                      |                                      |                                      |                                      |

### Classement par équipes
| Classement par équipes | Classement par équipes | Classement par équipes | Classement par équipes |
|                        | Équipe                 | Pays                   | Temps                  |
| ---------------------- | ---------------------- | ---------------------- | ---------------------- |
| 1re                    | RadioShack-Nissan      | Luxembourg             | en 205 h 52 min 37 s   |
| 2e                     | Sky                    | Royaume-Uni            | + 12 min 38 s          |
| 3e                     | BMC Racing             | États-Unis             | + 17 min 46 s          |
| modifier               |                        |                        |                        |

## Abandons
- Giovanni Bernaudeau (Europcar) : abandon
- Sylvain Chavanel (Omega Pharma-Quick Step) : abandon
- Yauheni Hutarovich (FDJ-BigMat) : abandon
- Vincent Jérôme (Europcar) : abandon
- Brett Lancaster (Orica-GreenEDGE) : abandon
- Kenny van Hummel (Vacansoleil-DCM) : abandon